# Casoria
Casoria (prononcé : [kaˈzɔːrja]) est une ville italienne de la ville métropolitaine de Naples dans la région Campanie en Italie.

## Géographie
Casoria se trouve à environ 9 km au Nord-Est du centre de Napoli.

### Hameaux
Arpino, Cittadella, San Salvatore  

### Communes limitrophes
Afragola, Arzano (Italie), Cardito, Casalnuovo di Napoli, Casavatore, Frattamaggiore, Naples, Volla

## Histoire
Un village existe depuis au moins le IIIe siècle av. J.-C., en une région agricole que les Romains nommèrent Campanie Felix, la plus fertile de l'Italie à cette époque.
Comme sa voisine Frattamaggiore, le bourg dut subir les effets des Invasions barbares, la dévastation des Vandales en 455.
À partir du VIe siècle, et surtout vers l'an 1000, le village se développe beaucoup sous l'impulsion de moines bénédictins.
Au XIIIe siècle il est un fief de l'archevêque de Naples; est intégré au domaine royal en 1580; est mis aux enchères et racheté par les habitants eux-mêmes (environ 300 familles à cette époque) en 1631; plus tard il est intégré au bien commun de l'État.
En 1814 y nait le futur saint Ludovic de Casoria.
En 1816 la petite ville devint capitale d'un district regroupant 19 municipalités, du royaume des Deux-Siciles.
Jusque vers 1950 Casoria fut une municipalité essentiellement agricole, puis connue un boom démographique, sa population quadruplant de 1951 à 1991, alors que la cité devenait le principal centre industriel du Sud de la péninsule italienne. Aujourd'hui cette activité économique a totalement disparu, et la ville traverse de graves difficultés : « Il était devenu une bulle d'oxygène dans un quartier emmuré de pauvreté. Mais les subventions s'arrêtent et le musée d'art contemporain de Casoria va devoir fermer ses portes. En signe de protestation, son directeur a décidé de mettre le feu chaque semaine à l'une des œuvres avant d'en exposer les restes... En période de récession, c'est toujours l'art qui trinque ».

## Administration
| Période                                  | Période  | Identité      | Étiquette                      | Qualité |
| ---------------------------------------- | -------- | ------------- | ------------------------------ | ------- |
| 9 juin 2019                              | En cours | Raffaele Bene | liste civique de centre gauche |         |
| Les données manquantes sont à compléter. |          |               |                                |         |

## Personnalités liées à la commune
- Ludovic de Casoria (1814-1885) franciscain réformé fondateur des Franciscaines Élisabethaines reconnu saint par l'Église catholique ; né à Casoria.
- Marie Louise Velotti (1826-1886) fondatrice des franciscaines adoratrices de la Sainte Croix ; morte à Casoria
- Julie Salzano (1846-1929) fondatrice des sœurs catéchistes du Sacré-Cœur reconnue sainte par l'Église catholique ; morte à Casoria.
- Marie-Christine Brando (1856-1906) fondatrice des Sœurs victimes expiatrices de Jésus-Sacrement, sainte de l'Église catholique ; morte à Casoria.
- Luigi Maglione (1877-1944) cardinal et secrétaire d'État de Pie XII ; né et mort à Casoria.
- Rita Dalla Chiesa (it) (1947- ) journaliste et présentatrice de télévision ; née à Casoria

### Articles liés
- Liste des villes italiennes de plus de 25 000 habitants
- Liste des grandes villes d'Italie classées par leur nombre d’habitants
- Musée d'art contemporain de Casoria